# Science and Technology Park Headquarters C3
Le Science and Technology Park Headquarters C3 est un gratte-ciel en construction à Nanning en Chine. Il s'élèvera à 220 mètres. Son achèvement est prévu pour 2018. 